# Jeungsanismo
Il termine jeungsanismo (증산교 Jeungsangyo) viene occasionalmente adoperato come sinonimo di Jeung San Do, un nuovo movimento religioso coreano, ma la maggior parte degli studiosi coreani e occidentali lo usano per indicare una famiglia di più di cento nuovi movimenti religiosi coreani che riconoscono Kang Jeungsan (Gang Il-Sun) come l’incarnazione del Dio Supremo dell’Universo (Sangje).

## Origini e divisioni
Kang Jeungsan, riconosciuto dai discepoli come il Dio Supremo incarnato, è morto il 24 giugno 1909 nella Clinica Donggok che aveva fondato nel 1908. Kang non designò con chiarezza il proprio successore e dunque sia i suoi discepoli preminenti sia alcuni dei suoi familiari fondarono rami separati del movimento che poi a propria volta si divisero in ulteriori organizzazioni rivali, dando infine vita a più di cento ordini religiosi interni alla famiglia complessiva dello jeungsanismo. Tutti riconoscono Kang come Sangje, il Dio Supremo dell'Universo, e credono che egli abbia “riordinato” l’intero universo attraverso la propria missione e i propri rituali, ma differiscono sulla successione a Kang. Oltre a Kang, alcuni hanno divinizzato i propri fondatori, adorandoli come divinità, o altri capi dello jeungsanismo.
Alcune delle diramazioni fanno risalire le proprie origini a Goh Pan-Lye (Subu, letteralmente “Signora-capo”, 1880-1935, benché nella cerchia di Kang vi fossero due differenti Subu), una discepola di Kang Jeungsan. Attorno al settembre 1911, Goh radunò attorno a sé un certo numero di seguaci di Kang. Dopo qualche tempo, suo cugino Cha Gyeong-Seok (1880-1936), uno dei discepoli preminenti di Kang, divenne capo del ramo iniziato da Goh. Insoddisfatta della situazione, Goh si separò da Cha nel 1919, fondando una sua nuova religione. Negli anni 1920, il ramo di Cha, conosciuto come Bocheon-gyo, divenne il più grande nuovo movimento religioso della Corea, contando circa sei milioni di seguaci. Dopo la morte di Cha, nel 1936, il movimento ha però conosciuto un rapido declino, frammentandosi in diversi gruppi in competizione tra loro come già era accaduto all’organizzazione di Goh. La più ampia delle diramazioni che nascono da Goh è Jeung San Do, fondata da Ahn Un-san (1922-2012), che diede vita alla propria prima organizzazione religiosa nel 1945. Dopo altre divisioni, Ahn fondò Jeung San Do nel 1974 assieme al figlio Ahn Gyeong-jeon (nato nel 1954). Jeung San Do crede che, come Kang era Dio Padre, Goh, riverita con il titolo di Tae-mo-nim, sia Dio madre, e che tra il 1926 e il 1935 abbia operato una propria riorganizzazione dell’Universo. Jeung San Do è il movimento tra quelli che fanno parte dello jeungsanismo con la presenza più visibile all’estero, benché non ne sia il ramo più numeroso in Corea.
Un altro dei discepoli preminenti di Kang Jeungsan è stato Kim Hyeong-Ryeol (1862-1932). Dapprima accettò la guida di Cha, ma nel 1914 lasciò il movimento per fondare un ordine religioso indipendente assieme alla vedova di Kang Jeungsan, Jeong (1874-1928). Mentre tutto lo jeungsanismo crede che Sangje sia vissuto trent’anni dentro la gigantesca statua del Budda Maitreya del tempio Geumsansa prima d’incarnarsi in Kang Jeungsan, il ramo di Kim insegnava che, dopo la morte, Kang fosse tornato a dimorare nuovamente nella statua. Qualche credito per questo articolo di fede Kim lo ottenne tra i monaci buddisti del tempio Geumsansa, ma nel 1922 l’abate lo espulse dal monastero, incidente, questo, che comportò il declino del movimento.
Un’altra diramazione importante è emersa negli anni 1920 attorno a Cheol-Je, noto ai discepoli come Jo Jeongsan (1895-1958). Jo non ha mai incontrato Kang di persona, ma ha sostenuto di averne ricevuto una rivelazione nel 1917. La sorella (Seondol, 1881 ca.-1942), la madre (Kwon, 1850-1926) e la figlia (Sun-Im, 1904-1959) del defunto Kang lo riconobbero come il successore misterioso che Kang aveva annunciato nelle proprie profezie, anche se la figlia fondò poi un proprio ramo separato assieme al marito Kim Byeong-cheol (1905-1970). Il ramo fondato dalla figlia Sun-Im, noto come Jeung San Beob Jong Gyo, ha sede nella provincia coreana della Jeolla Settentrionale e, dopo lunghe vertenze legali con altre diramazioni, ha ottenuto i resti mortali di Kang, che lì attualmente conserva.
Jo organizzò il proprio movimento religioso con il nome di Mugeukdo nel 1925, ma dovette scioglierlo nel 1941 a causa dell’occupazione giapponese della Corea e dell’ostilità del Giappone verso le nuove religioni. Lo riorganizzò nel 1948 e nel 1950 ne cambiò il nome in Taegeukdo, fissandone la sede a Pusan.
Jo è morto nel 1958. I suoi discepoli hanno proseguito uniti fino al 1968, riconoscendo Park Wudang (1918-1996, o 1917-1995 secondo il calendario lunare normalmente usato dal movimento) come successore di Jo. In quell’anno, però, l’autorità di Park è stata contestata da alcuni dei dirigenti del movimento e da uno dei figli di Jo, Jo Yongnae (1934-2004), oppositori delle riforme introdotte da Park. Il gruppo contrario a Park ha mantenuto la sede vicino a Pusan e il nome Taegeukdo, mentre Park si è spostato a Seul riorganizzando il proprio ramo del movimento nel 1969 con il nome di Daesoon Jinrihoe (Daesun Jinrihoe).
Sebbene le statistiche siano oggetto di discussione, Daesoon Jinrihoe sembra essere la più grande nuova religione della famiglia dello jeungsanismo e probabilmente la maggiore nuova religione coreana in generale. Alla morte di Park, nel 1996, Daesoon è stata lacerata da dissidi fra quanti sostenevano e quanti negavano la divinizzazione di Park come terza figura divina accanto a Kang e a Jo. Il ramo che ne ha rifiutato la divinizzazione ha mantenuto il controllo della sede di Yeoju ed è stato seguito dalla gran parte dei fedeli, mentre altri quattro rami (e probabilmente di più) hanno riconosciuto Park o come un dio come o come il Buddha Maitreya separandosi dall’organizzazione principale con la quale due di essi hanno comunque mantenuto un dialogo.